# Hogevank kolostor
A középkori Hogevank kolostor (örményül: Հոգեվանք; más néven Hokevank, Ogevank, Karmir vank = örményül: Կարմիր վանք) Sarnaghbyur falu közelében található, Örményország Sirak tartományában.
Az 1205-ben elkészült Szent Karapet-templom a kolostorkomplexum főépülete. De az északi bejárat felső sarkában lévő felirat szerint a templomot eredetileg Szent Sztefanosznak nevezték el. A szentélynek két bejárata van: a nyugati és az északi. A keleti oldalon található a félköríves főoltár, mindkét oldalán derékszögben elhelyezett boltíves tároló helyiségek találhatók. A templom kupolája hengeres dob alakú. Egy 1939-es földrengés következtében a kupola megsemmisült, 1980-ban restaurálták. A templom eredetileg vörösre csiszolt tufából épült. A restaurálás során azonban barna és fekete tufát is használtak. A külső falakon idézetek találhatók. A templom belsejében a 4. és 5. században készült, négyoldalas faragott emlékjelzők, valamint számos 13. századi kacskar (örmény keresztkő) töredéke található. A koruk miatt a rajtuk lévő feliratok olvashatatlanok.
A Szent Karapet-templomtól északra egy 5. századi egyhajós kápolna és egy 7. századi, négy apszisos szentély leomlott falai láthatók.
2013. november 23-án a kolostort a Sirak egyházmegye vezetője, Mikael Adjapakhyan püspök szentelte fel. 

## Képgaléria

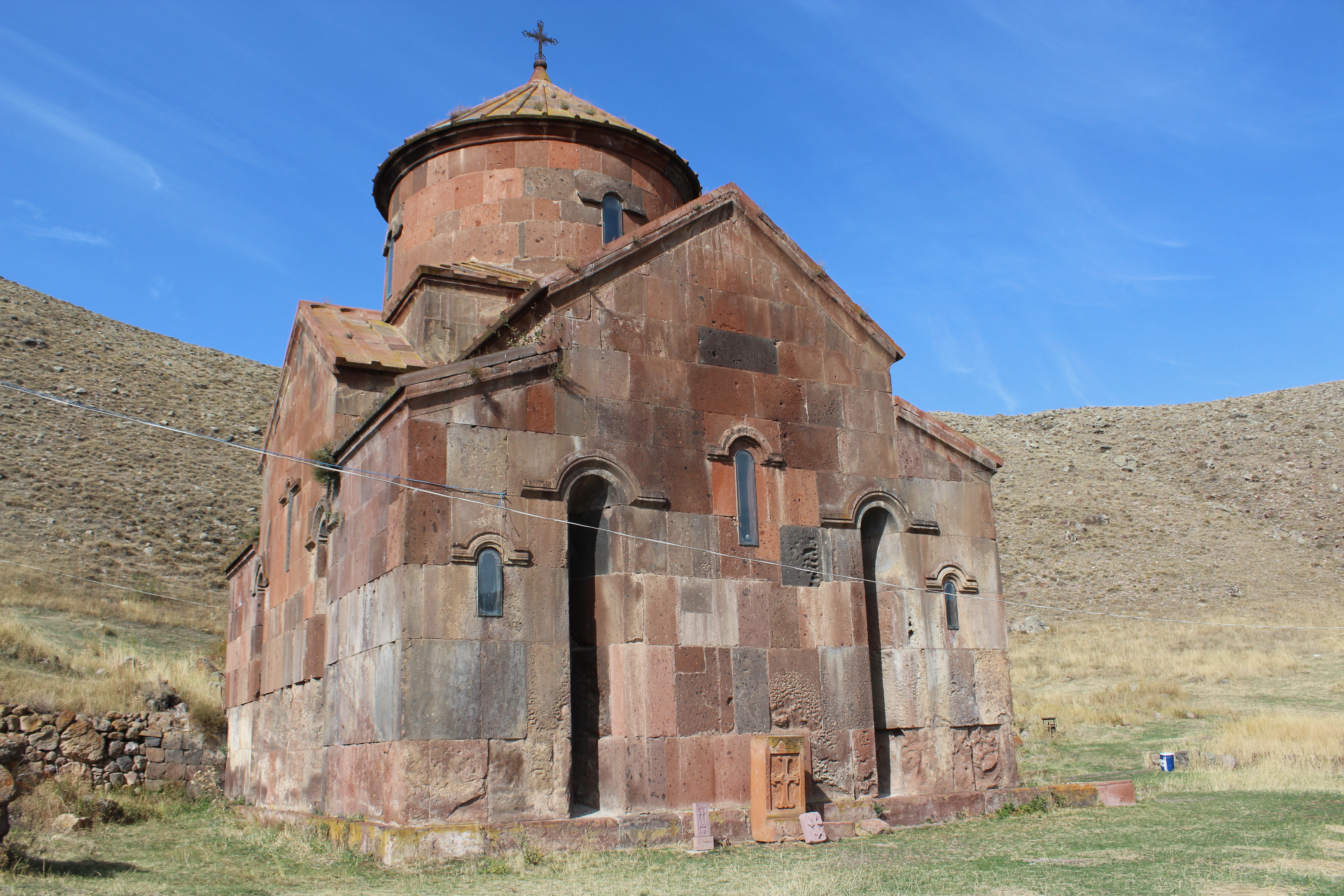
Az 1205-ben épült Szent Karapet-templom
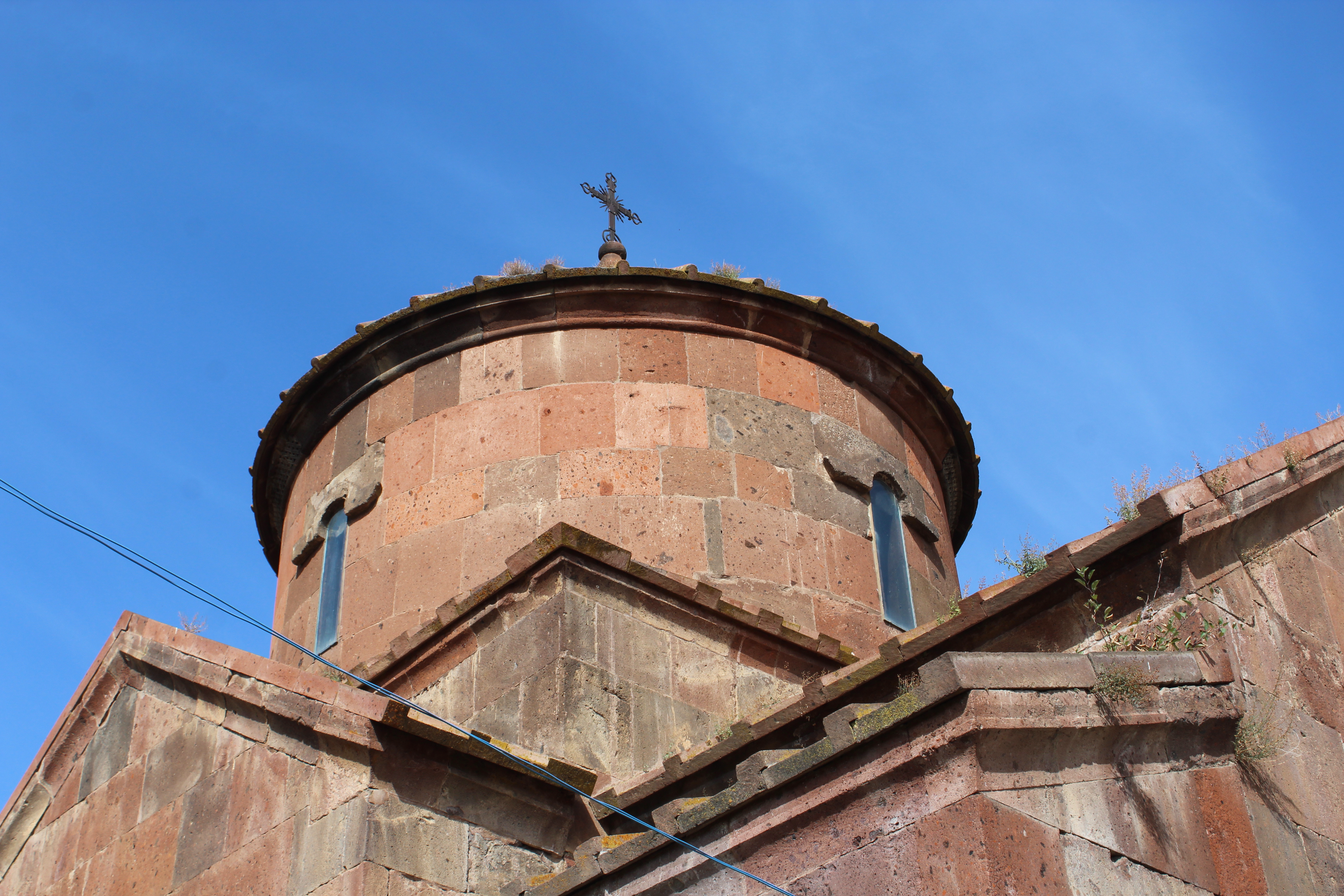
Az 1980-ban rekonstruált Szent Karapet-templom kupolája
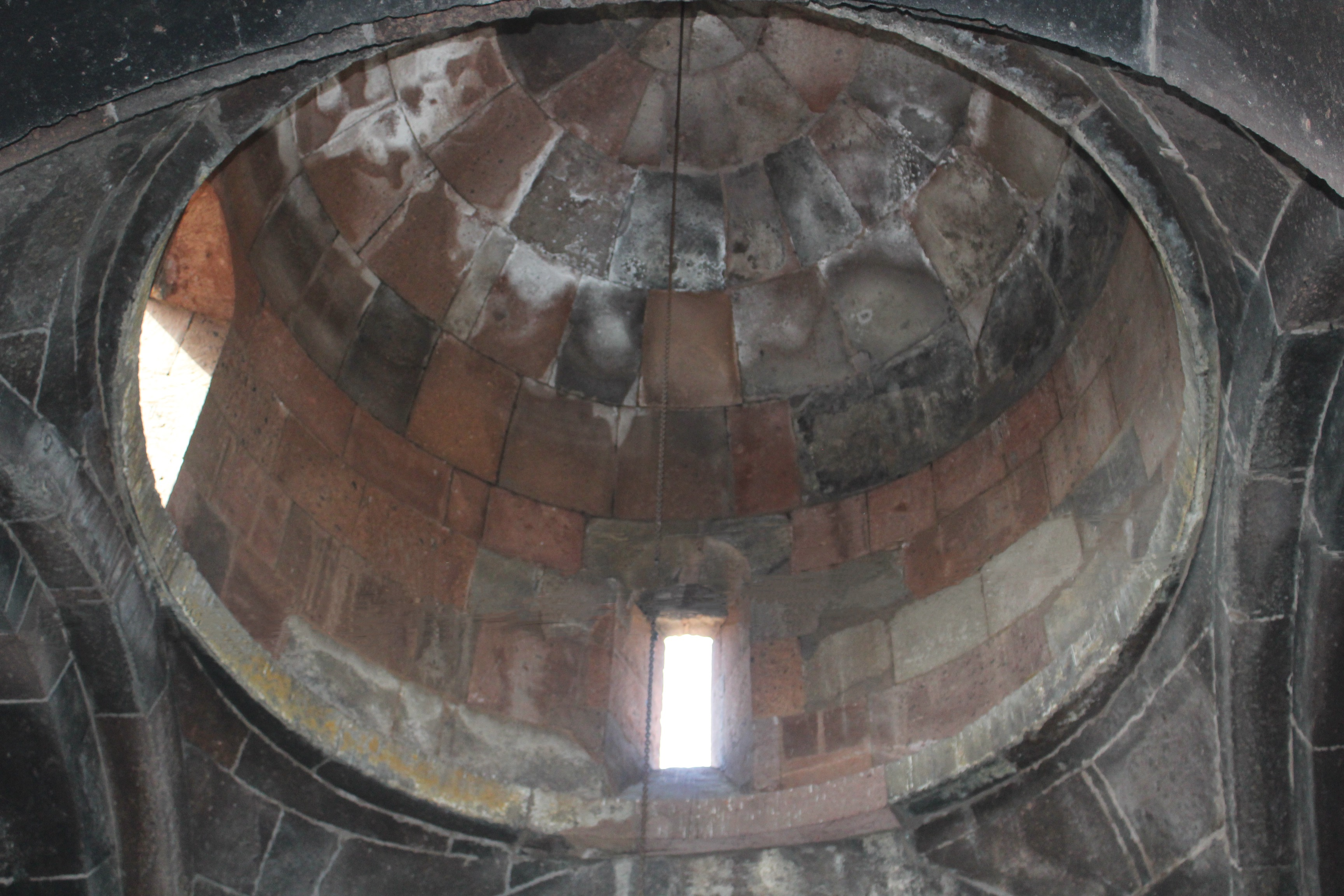
A kupola belseje
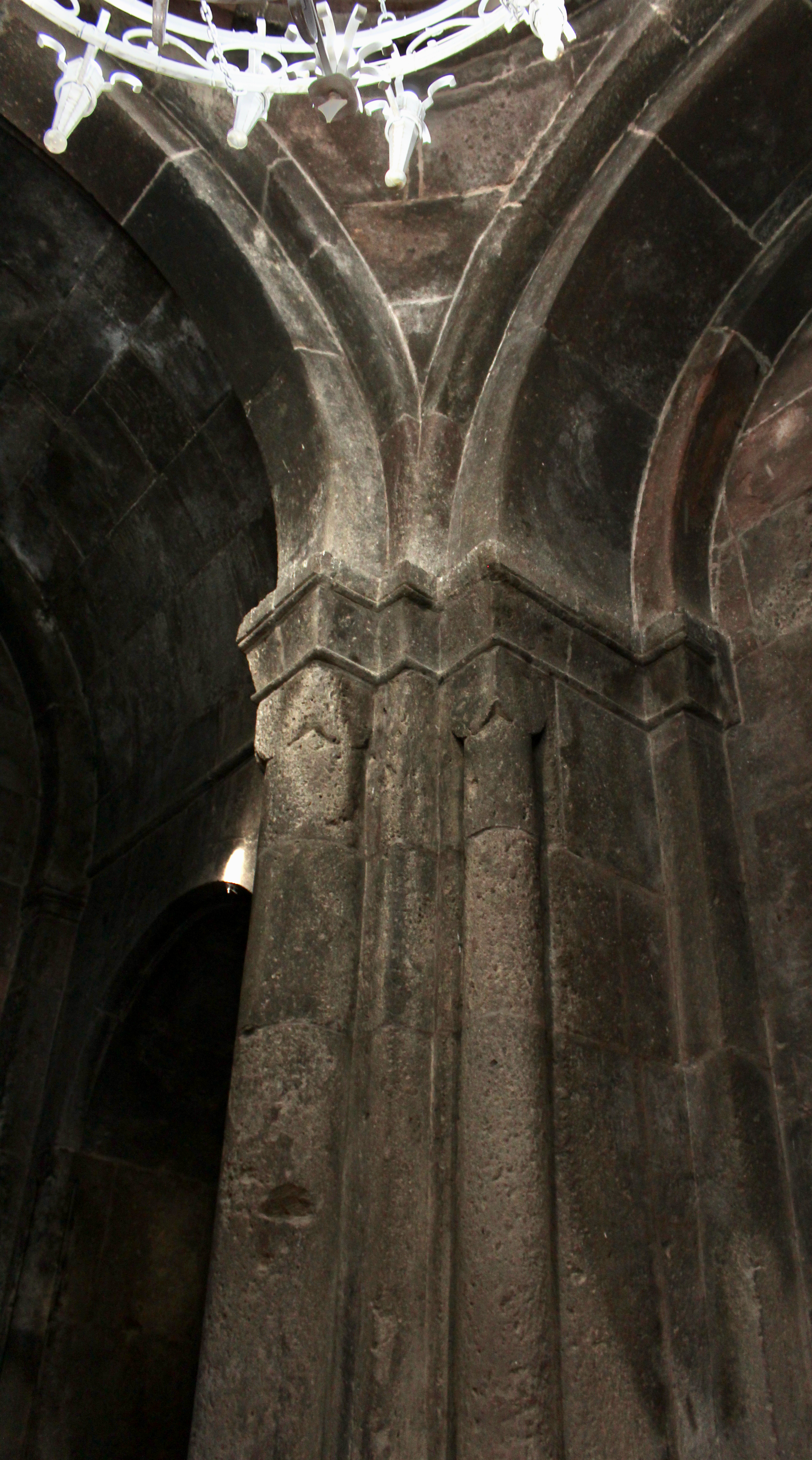
Oszlop a Szent Karapet-templomban
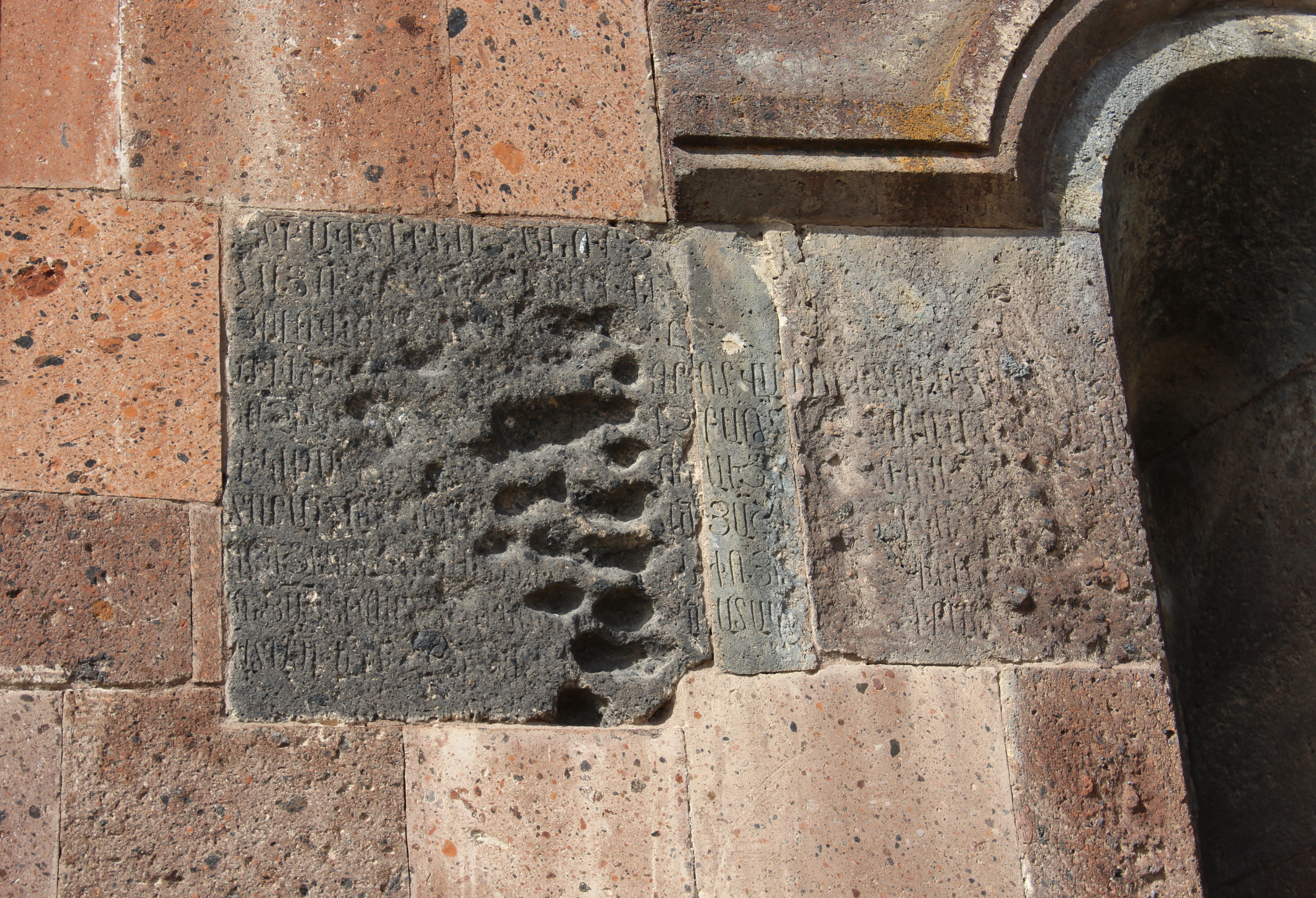
Feliratok a külső falon
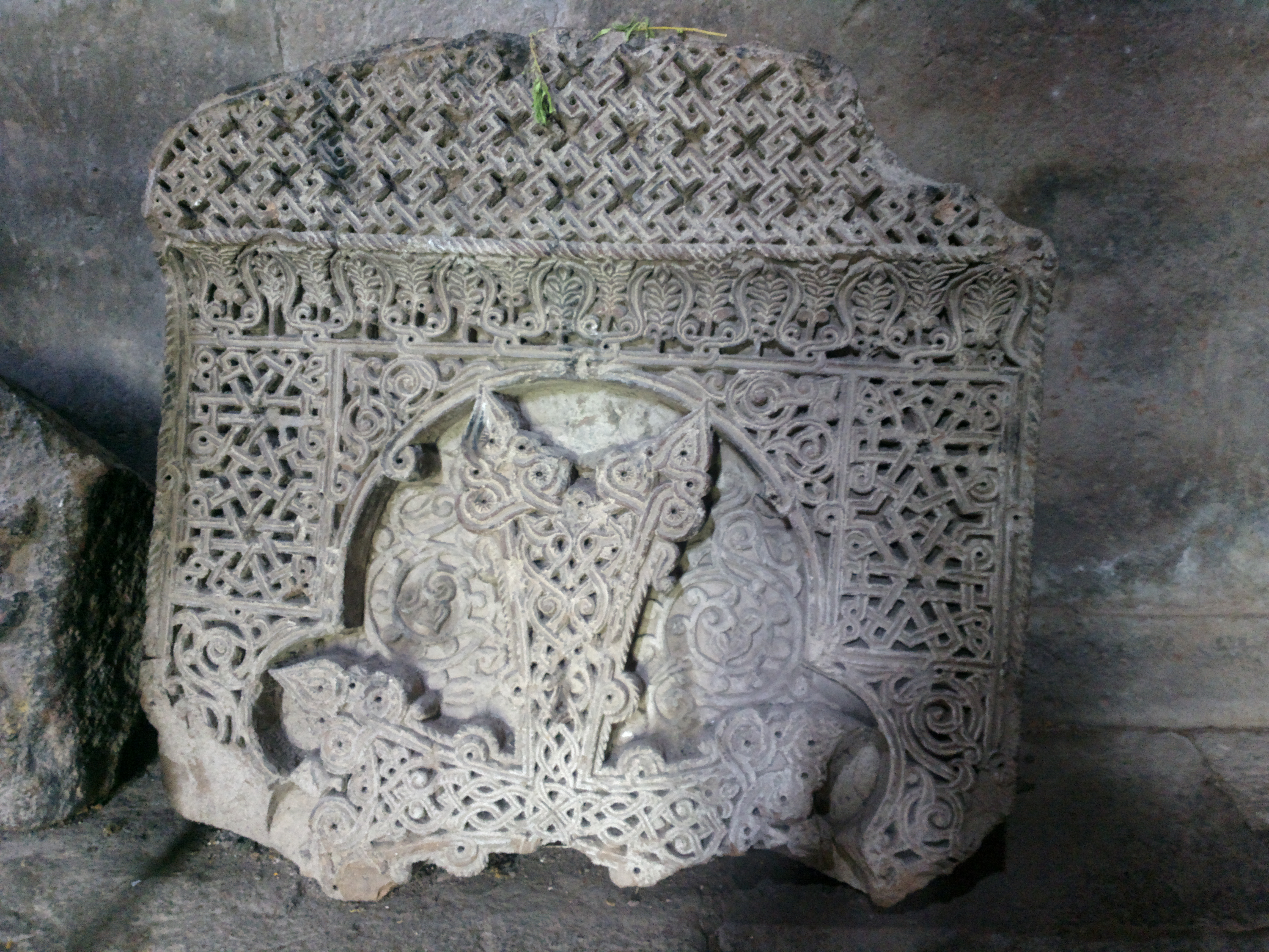
Emlékkő (kacskar) díszes vésettel
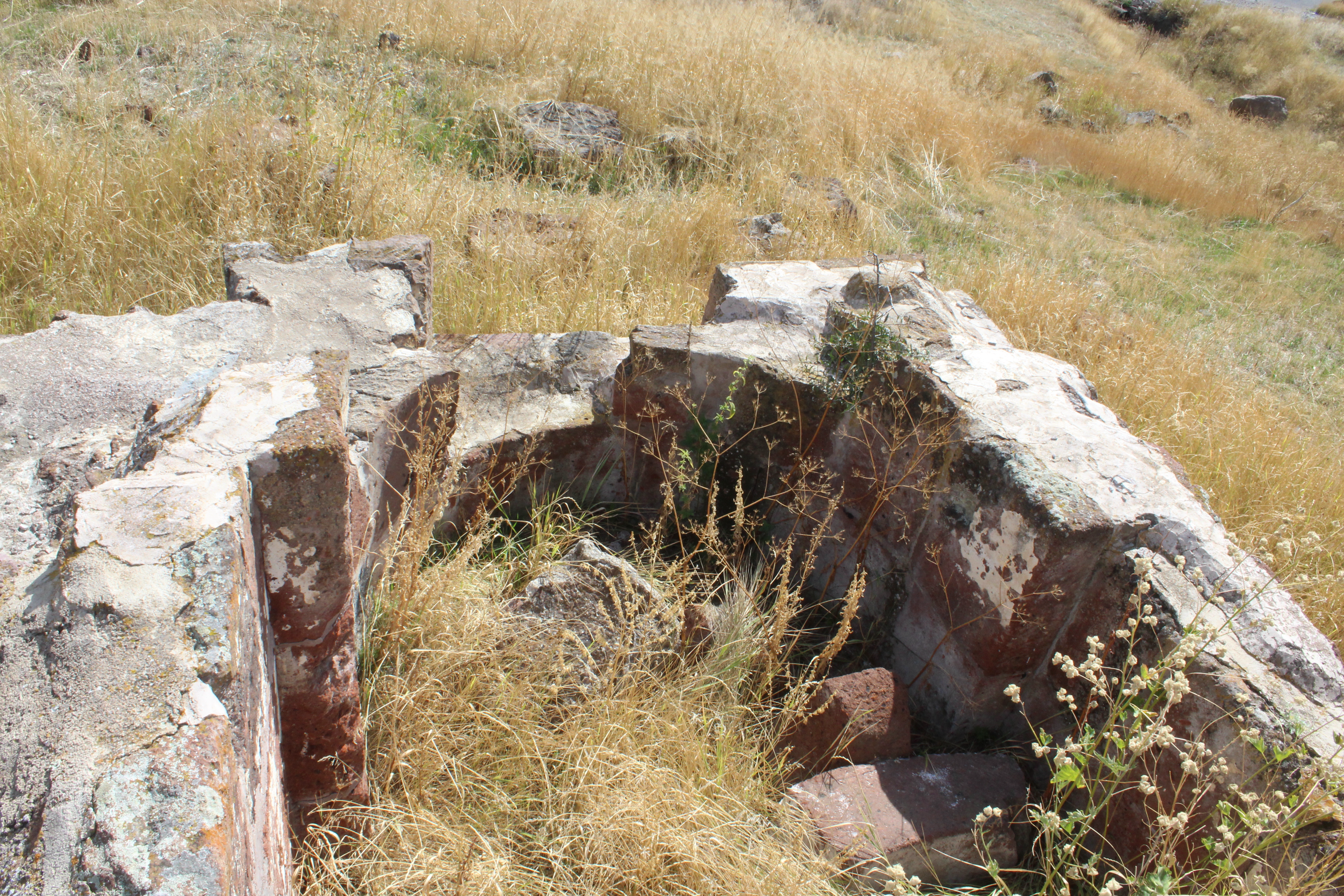
Egy 5. századi szentély maradványai a kolostorban
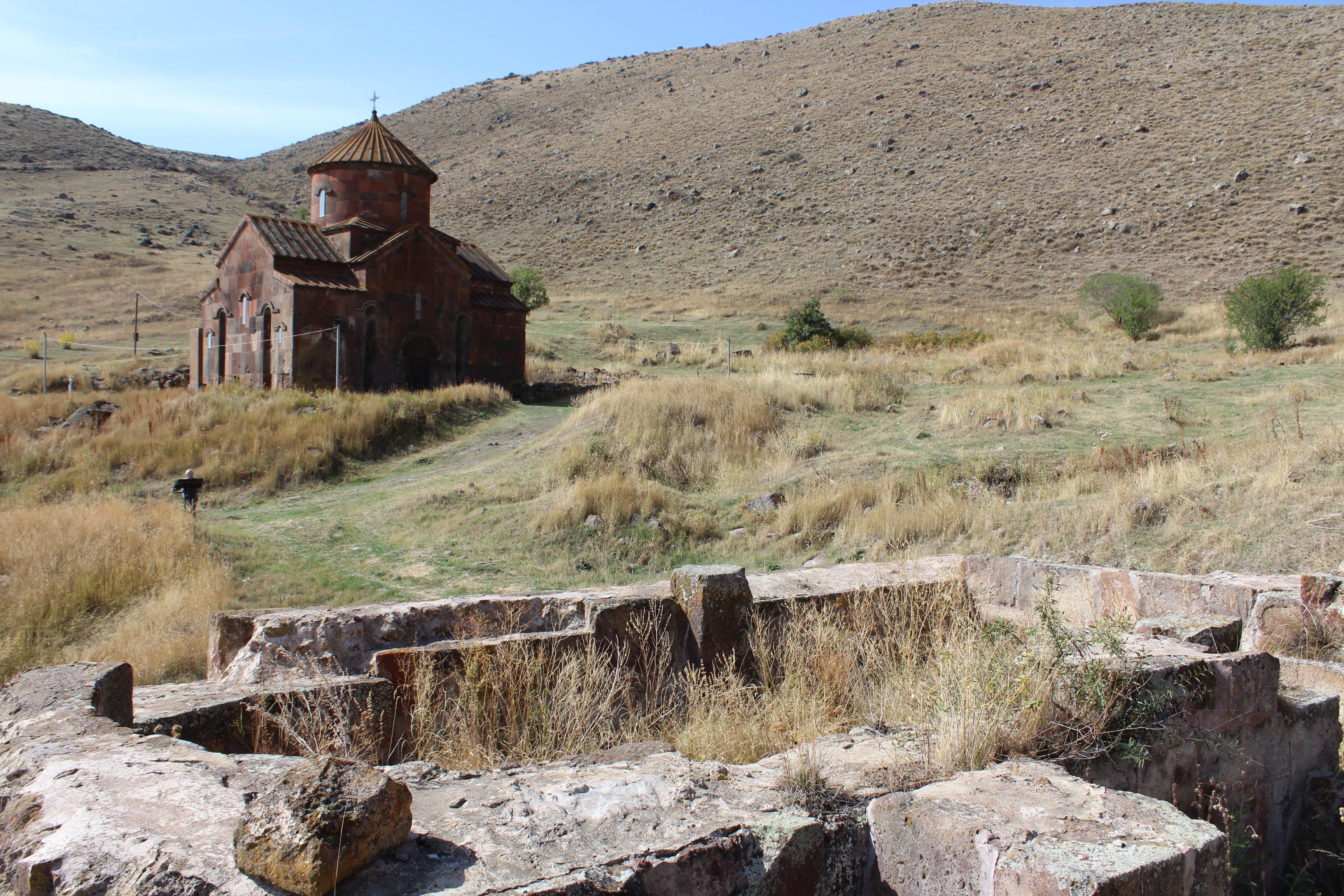
A Szent Karapet templom; az előtérben egy 7. századi szentély leomlott falai
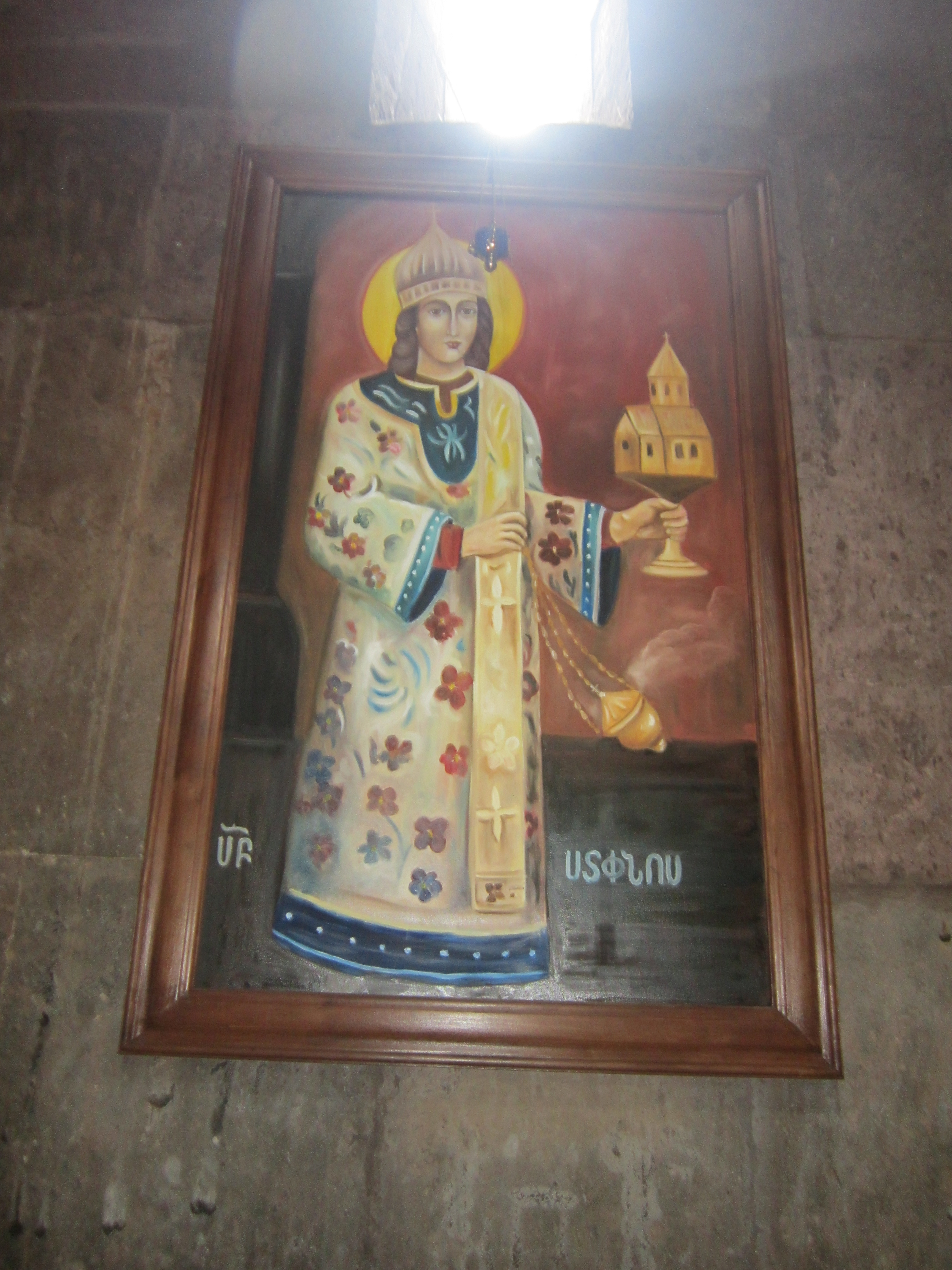
Szent Karapet

## Fordítás
- Ez a szócikk részben vagy egészben  a   Hogevank Monastery című angol Wikipédia-szócikk ezen változatának fordításán alapul.  Az eredeti cikk szerkesztőit annak laptörténete sorolja fel. Ez a jelzés csupán a megfogalmazás eredetét és a szerzői jogokat jelzi, nem szolgál a cikkben szereplő információk forrásmegjelöléseként.